# Mnemosyne (anime)
Mnemosyne: Mnemosyne no Musumetachi (Mnemosyne －トエ ムネモイネ-ムネモスイネ lit. Mnemosyne: Hijas de Mnemosyne) es una animación de XEBEC y Genco. Es una historia de ciencia ficción sobre una joven llamada Rin, de Tokio, que es cazada por otra mujer, Laura, en medio del clásico caos apocalíptico, en el que encontraremos unas salvajes criaturas con apariencia de ángeles.
El guion está escrito por Hiroshi Ohnogi (Macross, Noein) y el director es Shigeru Ueda (Elemental Gelade), mientras que el diseño de personajes original recayó en Chuo Higashiguchi, reconocido en especial por sus trabajos en videojuegos.
Es un anime de los comienzos de enero del 2008, se desarrolla en 6 episodios de 45 minutos cada una de ellas.

## Argumento
Originada en Tokio, Japón en el distrito de "Shinjuku" en 1990, lo primero que se nos permite ver es una escena de cacería mortífera de dos de los personajes que con frecuencia veremos, pero en realidad es una obra de ciencia Ficción que denota su origen a la inmortalidad se puede agregar debido a que el nombre de la saga es muy similar al nombre que lleva la titánide de la Memoria o de los recuerdos, y en si la historia se torna acerca de algo llamado "las esporas del Tiempo" que cuando tienen contacto con los humanos les crean cambios considerables en este caso a las mujeres las vuelve "inmortales" y a los hombres los convierte en criaturas similares a ángeles demoníacos con 6 alas; 2 menores en la parte posterior y las demás se ven a simple vista, pero estos no son inmortales sino que tienen un ciclo de vida muy corto. La batalla estará siempre originada en que los "ángeles" querrán devorar a las inmortales de este mundo.

## Desarrollo
El OVA comienza con una pelea entre dos mujeres inmortales: Rin y su extraña perseguidora Laura, que mientras Rin trata desesperadamente de huir, ella intenta "matarla".
Rin, por ahora nuestro personaje central, trabaja en una oficina de búsqueda de objetos perdidos junto a Mimi y Maeno Kuoki, quien se une más tarde al grupo.
Rin posee muchos contactos y es un personaje de características muy sexys, pero a la vez es muy madura y hallará la forma de salirse de todos los embrollos en los que se envuelve gracias a su trabajo y llevar día a día la carga de ser una mujer inmortal y observar sentida a las esporas del tiempo.

## Personajes principales
Rin (Lin, Rin-Chan, 麻生祇燐) Seiyū: Mamiko Noto Una mujer alta, de silueta esbelta y gran busto, de cabellos verdes y con gafas para cubrir su miopía, es de carácter despreocupado y maduro, le encanta la calma, es increíblemente seductora y agradable si se lo propone. Posee hábiles técnicas de defensa personal, sin embargo siempre la hieren un poco por ser tan despreocupada. Odia correr sobre todas las cosas. Debido al tiempo que ha vivido sabe mucho sobre las consecuencias de los actos y las experiencias de la vida.
Mimi (Mymy, Mimy-Chan, ミミ) Seiyū: Rie Kugimiya Gran amiga de Rin, de características pequeñas cabello corto color lila o violeta, también fue afectada por las esporas del Tiempo así que como Rin es una mujer inmortal, pero de un carácter más activo. Le encanta beber alcohol en especial el Vodka y le gusta que todos a su alrededor beban y celebren con ella. También es la secretaria de Rin en la agencia de Búsqueda de Objetos y es una hacker de alto nivel.
Ella una vez casi fue devorada por un ángel y Rin la salvó, por eso es que Mimi trata de ayudarla en todo lo que le sea posible. Mimi es lesbiana.
Maeno Kuoki (Maehno, Maeno-Kun, 前埜光輝): Este peculiar personaje que aparece desde el primer episodio, es sumamente calmado y distraído pero le preocupa su vida y su sentido de la realidad. Se acerca a Rin tras escuchar en lo que ella trabaja; se encuentran en un momento en el que Rin esta tras un gordo gato negro con blanco. En realidad, Maeno no es más que un clon que desarrollo una compañía llamada "Ueyama Estate" un proyecto para tratar de conseguir la inmortalidad humana. Al descubrirlo Rin le explica que solo él podrá cargar con su dolor y que decida lo que decida ella lo apoyara, tras eso aparentemente se suicida; pero luego aparece junto con el gato que Rin buscaba al principio, para formar parte de la agencia de detectives.
Aunque muere después de transformarse en un ángel para salvar a Rin y al resto del mundo, este personaje mantiene una fuerte relación a través del tiempo con Rin.
Laura (Rōra, ローラ): Ágil asesina con grandes habilidades, de traje rojo completo y cabello del mismo color, persigue insistentemente a Rin con el deseo de matarla no importa cuantas veces sea necesario. En el episodio cuatro ella aparece nuevamente pero como un cyborg; para luego en el siguiente episodio mostrarse con la apariencia de Rin cazando a otras inmortales. Finalmente, en el último episodio, se descubre que únicamente su cerebro permanece inmortal, supuestamente por las manipulaciones sádicas de Apos y que su cuerpo es totalmente cibernético.
Apos (Eipos, エイポス): Este sujeto es el actual guardián de Yggdrasil, según su propia definición un dios (un ángel pero al mismo tiempo un inmortal). A simple vista tiene el aspecto de un hombre joven y por eso es difícil imaginar porqué es inmortal a diferencia de los otros ángeles o incluso si en realidad es un ángel pues no se comporta como uno. Sin embargo, en el episodio cinco se descubre que es hermafrodita, y que es el hijo del anterior guardián de Yggdrasil. Además del hecho de que se autoproclama como un Dios.
Disfruta de torturar a las mujeres inmortales y de tomar la sangre blanca de sus esporas del tiempo. Viola y tortura a Mimi en dos ocasiones. Se conocen sus intenciones y el plan que tiene para Rin al final de la serie. Su cuerpo afecta de la misma manera que el un ángel a las inmortales pero solamente cuando muestra sus alas.

## Personajes secundarios
Yamanobe Sayara (山之辺沙耶羅): Una joven de increíble belleza con carácter de niña mimada cuyo sueño es hallar la inmortalidad a través de la ciencia, ha creado varios clones de Maeno intentado hallar más información acerca de la batería que posee para regenerar sus células con facilidad, creando una increíble cantidad de zombis. Aparentemente muere a manos de sus mismas creaciones en el primer capítulo.
Sin embargo, más adelante se descubre que justo antes de morir recibió una de las esporas del tiempo de parte de Apos y logró volverse inmortal. Pero al contrario de Rin, ella estaba gravemente mutilada antes de recibir la éspora del tiempo por lo que su cuerpo siempre mantendrá las heridas que le provocaron los zombis y nunca podrá volver a caminar. Tuvo que esperar veintiún años para que se inventará la tecnología de un exoesquelto mecánico, que además le brinda super fuerza y gran velocidad.
Sin embargo, luego se descubre que su objetivo ha cambiado a eliminar a toda la raza humana, dejando en el planeta solo a los inmortales.
Al final, muere a manos de Apos, que le roba y consume su espora del tiempo.
Tajimamori (多遲摩毛理): Es el guardián previo del Yggdrasil y padre de Apos. De acuerdo a una leyenda, el emperador le encomendó encontrar el fruto de la vida eterna, pero cuando lo descubrió el emperador ya había muerto. Como guardián de Yggdrasil es inmortal pero es vulnerable como los ángeles. Posee alas como Apos y su presencia afecta a Mimi de la misma forma que un ángel, pero no muestra los instintos salvajes de estos. A través de la serie, él se comunica con Rin por el teléfono y la vigila constantemente. Se revela que es el progenitor de la línea de los Maeno, los cuales tienen un lazo muy cercano a Rin a través de toda la serie. Antes de ser asesinado por Apos, logra engendrar un hijo con Rin.
- Datos: Q2455207